# Контиоярви
Контиоярви (Бьёрнватн, норв. Bjørnevatnet, северносаам. Guvžajávri) — озеро на границе Норвегии и России в долине реки Паз. Административно входит в Мурманскую область России и коммуну Сёр-Варангер Норвегии. Площадь 17,2 км², из них 4,45 в России. Расположено на высоте 21,0 м над уровнем моря.
Озеро относится к бассейну Баренцева моря, связывается с ним рекой Паз. Питание озера в основном снеговое и дождевое. Рельеф берега в основном равнинный, в западной части выделяется гора Браттбергет (105 м). Лесные массивы на берегах состоят в основном из берёзы и сосны. На выходе из озера реки Паз находится остров Стуре-Гренсехолмен. Контиоярви по реке Паз вверх через проливы Тронгсунд и Бьёрнсунд соединяется с озером Сальмиярви, а по реке вниз с озером Клистерватн.
На озере расположены норвежские населённые пункты Трондсванген, Фьелль, Санднесет, Бъёрнстранд, Нурдгорд, Лаувли, Слетта и Тронгсунднесет. Российских населённых пунктов на озере нет. Вдоль западного берега озера проходит норвежская автодорога 885.